# Røykenvik
Røykenvik är en by i Grans kommun i Innlandet fylke i sydöstra Norge. Byn ligger vid fylkesväg 34, på nordöstra sidan av viken Røykenvika, på östra sidan av sjön Randsfjorden.